# Асир
 Тази статия е за планината в Саудитска Арабия.  За провинцията вижте Асир (провинция).  За библейския персонаж вижте Асир (Библия).
Асир (на арабски: عسير‎) е планина в югозападната част на Саудитска Арабия. Най-висока точка е връх Сауда (3133 m).
Представлява планинска верига с дължина около 500 километра успоредно на Червено море и пустинята Тихама, които отделя от пустинята Руб ал-Хали във вътрешността на Арабския полуостров. На югоизток преминава в Йеменските планини, а на северозапад е отделена от планината Хиджаз чрез седловината около град Мека. Югозападните склонове на Асир са най-влажната област в Саудитска Арабия с годишни валежи, достигащи 600 – 1000 милиметра.